# 根齐·拉约什
根齐·拉约什（匈牙利語：Gönczy Lajos，1881年2月24日—1915年12月3日），匈牙利男子田径运动员。他曾代表匈牙利参加1900年和1904年夏季奥林匹克运动会田径比赛，其中1900年奥运会获得一枚银牌。